# Паннетт, Филлис
Филлис Джойс Макклин Паннетт (урождённая — Филлис Джойс Макклин Чайлд) (англ. Phyllis Joyce McClean Punnett; 17 марта 1917 — 12 октября 2004) — карибская поэтесса и писательница, автор слов гимна о. Сент-Винсента и Гренадин — островного государства, входящего в Содружество наций.
Родилась на острове Сент-Винсент (группа Наветренных островов). Автор лирических стихов.
Песня «Земля Сент-Винсент так прекрасна» (Saint Vincent, Land so beautiful) была впервые официально использована в 1967 году и была официально утверждена в качестве государственного гимна после обретения независимости в 1979 году (автор музыки — Джоэл Бертрам Мигель).